# 宋增寿
宋增寿，中华人民共和国政治人物、外交官。
1997年，接替谭兴举，担任中华人民共和国驻乌干达大使。1999年，由张序江接任。